# Stefan Božkov
Stefan Božkov, in bulgaro Стефан Божков?, all'anagrafe Stefan Božilov Stefanov (Стефан Божилов Стефанов; Sofia, 20 settembre 1923 – Sofia, 1º febbraio 2014), è stato un calciatore e allenatore di calcio bulgaro, di ruolo difensore.

## Carriera
Da calciatore giocò per quasi tutta la carriera nel CSKA Sofia e vinse il campionato bulgaro per dieci volte, oltre ad una medaglia di bronzo ai Giochi Olimpici del 1956.
Da allenatore conquistò un'altra medaglia olimpica, questa volta d'argento, ai Giochi del 1968 e guidò la Bulgaria nei Mondiali 1970.

## Palmarès

### Giocatore

#### Club
- Campionato bulgaro: 10

CSKA Sofia: 1948, 1951, 1952, 1954, 1955, 1956, 1957, 1958, 1958-1959, 1959-1960
- Coppa di Bulgaria: 3

CSKA Sofia: 1950-1951, 1953-1954, 1954-1955

#### Nazionale
- Bronzo olimpico: 1

Melbourne 1956

### Allenatore
- Argento olimpico: 1

Città del Messico 1968